# Voyage, voyage
"Voyage, voyage" é uma canção da cantora francesa Desireless, lançada como o primeiro single de seu primeiro álbum de estúdio, François (1989). Foi escrito por Jean-Michel Rivat e Dominique Dubois, e produzido pelo primeiro. Cantada inteiramente em francês, a canção transcendeu a barreira do idioma nas paradas musicais e se tornou um enorme sucesso internacional entre 1986 e 1988, alcançando a primeira posição em mais de dez países da Europa. Posteriormente, a canção foi regravada pela cantora belga Kate Ryan em 2007 e também por Sarah Brightman.

## Faixas
| 12" maxi |                                   |         |  |
| N.º      | Título                            | Duração |  |
| 1.       | "Voyage, voyage" (extended remix) | 6:45    |  |
| 2.       | "Voyage, voyage"                  | 4:12    |  |

| 7" single |                                  |         |  |
| N.º       | Título                           | Duração |  |
| 1.        | "Voyage, voyage"                 | 4:12    |  |
| 2.        | "Destin fragile"" (instrumental) | 3:31    |  |

## Desempenho nas paradas
| Parada (1986-1987)                        | Melhor posição |
| ----------------------------------------- | -------------- |
| Alemanha (Media Control Charts)           | 1              |
| Áustria (Ö3 Austria Top 75)               | 1              |
| Bélgica (Ultratop 50 da Valônia)          | 19             |
| França (SNEP)                             | 2              |
| Noruega (VG-lista)                        | 1              |
| Países Baixos (Single Top 100)            | 9              |
| Reino Unido - The Official Charts Company | 53             |
| Suécia (Sverigetopplistan)                | 11             |
| Suíça (Schweizer Hitparade)               | 4              |

### Certificação
| País     | Certificador | Data | Certificação | Vendas   | Vendas físicas |
| -------- | ------------ | ---- | ------------ | -------- | -------------- |
| França   | SNEP         | 1987 | Ouro         | 500.000+ | 689,000        |
| Alemanha | BVMI         | 1987 | Ouro         | 250.000+ |                |